# 諏訪商店

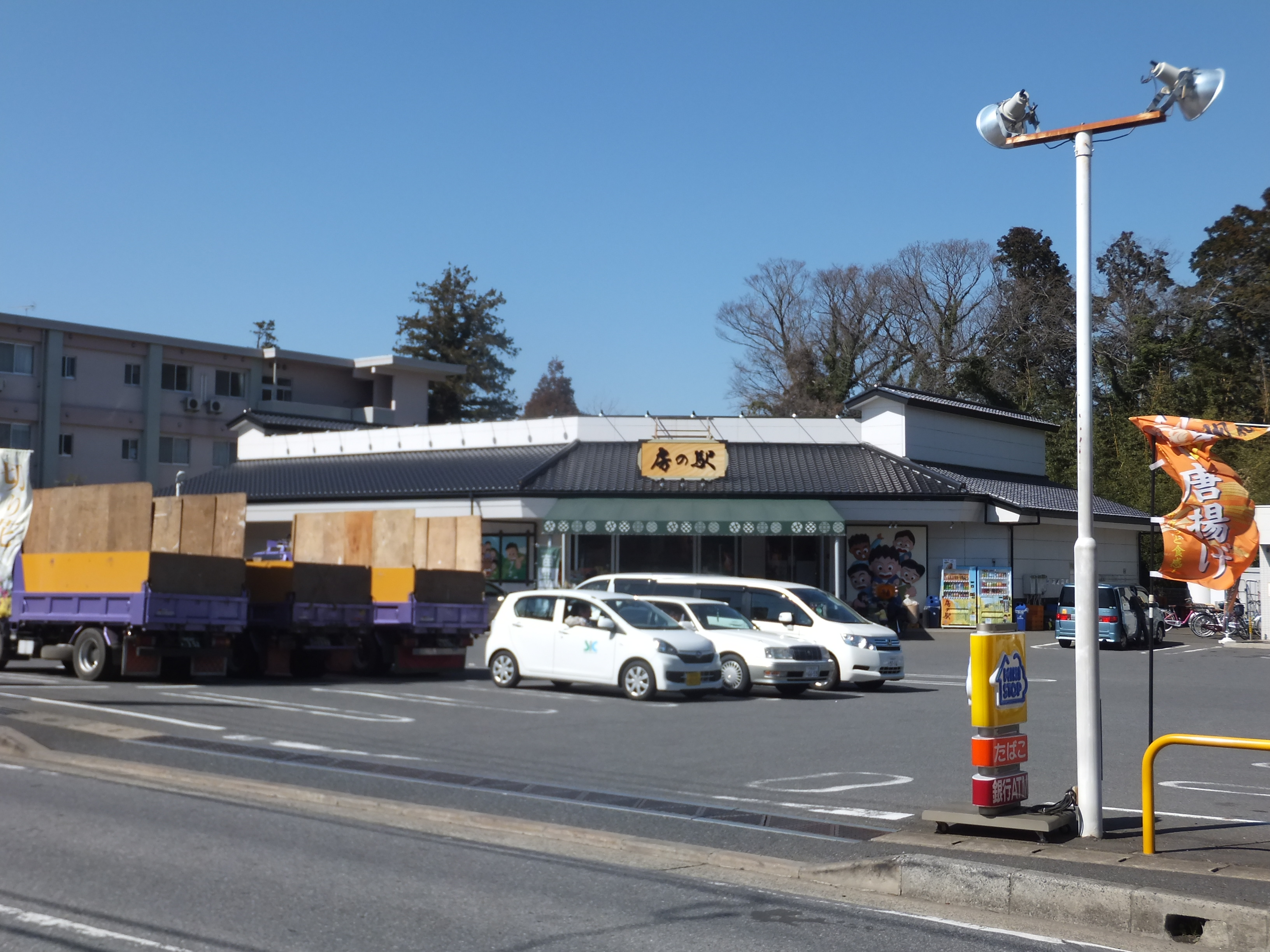
横戸房の駅（千葉市花見川区）

株式会社諏訪商店（すわしょうてん）は、千葉県市原市に本社を置く持株会社で、子会社に千葉県内の物産業者を持つ。
本稿では、会社分割設立前の株式会社諏訪商店（現在の株式会社やます）を含めた沿革について包括的に説明する。

## 概要
千葉県内で農産物直売所｢房の駅｣を運営しているほか、飲食店事業、食品製造業も行う。社名は長野県の諏訪（地名）ではなく、創業者（諏訪廣勝）の姓に由来しており同族経営である。

## 沿革
当初は、焼きあさり、焼蛤などを中心に取り扱う個人商店として創業したが、1972年に株式会社に改組し現在の事業の基礎を作り上げた。その4年後の1976年には拡販拠点として成田営業所を開設し千葉県北部での営業を始めている。その後1986年には三越に焼きあさりなどを出品し東京での拡販を実現した。その後も成田の米屋観光センターや髙島屋などでの新規出品を始めている。1997年には東京湾アクアライン開通により南房総での営業拠点として館山営業所を開設した。同年には通信販売事業を開始し大規模な拡販を実現している。直営での店舗の運営開始は2002年で、市原市北部の田園地帯である同市糸久に｢新生房の駅｣を開店した。同時に、飲食店事業を開始している。最近では、創業時からの製品である焼きあさり、焼蛤以外にも、塩辛やピーナッツ製品、豆腐など積極的な商品開発を行っていて、その商品数は2,000種類を超えている。現在でも毎月10種類前後の新商品を開発している。
- 1969年（昭和44年）：「諏訪商店」創業
- 1972年（昭和47年）：株式会社に改組。当時の本社は市原市玉前305-2であった。
- 1985年（昭和60年）：本社ビル完成により本社を同市国分寺台中央7-16-2へ移転する。
- 2002年（平成14年）3月：市原市糸久に｢新生房の駅｣を開店
- 2004年（平成16年）11月：茂原街道沿いの市原市草刈に｢草刈房の駅｣を開店
- 2006年（平成18年）9月：四街道市栗山に｢栗山房の駅｣を開店
- 2008年（平成20年）4月：国道16号沿いの千葉市花見川区横戸町に｢横戸房の駅｣を開店
- 2009年（平成21年）9月：船橋市のららぽーとTOKYO-BAY内、ららぽーとWEST（旧そごう）1階に「ららぽーとTOKYO-BAY房の駅」（ららぽ房の駅）を開店
- 2010年（平成22年）7月：鎌ケ谷市東道野辺に｢鎌ヶ谷房の駅｣を開店
- 2012年（平成24年）1月29日：ららぽーとWESTの取り壊しに伴い、ららぽーとTOKYO-BAY房の駅は閉店（後に再出店するため、事実上の一時閉店である）
- 2012年（平成24年）3月：すべての経営資源を社内に向けるため、募集をかけていたにもかかわらず新卒採用の突如中止を発表。
- 2012年（平成24年）11月：国道126号沿いの千葉市若葉区加曽利町に｢加曽利房の駅｣を開店
- 2013年（平成25年）7月：秋葉原駅高架下の「日本百貨店しょくひんかん」内に｢アキハバラ房の駅｣を開店。千葉県外には初出店。
- 2013年（平成25年）11月：ららぽーとWEST跡地に西館が新規開業したことに伴い、「ららぽーとTOKYO-BAY房の駅」（ららぽ房の駅）を開店（事実上の再開店）。
- 2015年（平成27年）9月：株式会社諏訪商店を株式会社諏訪商店、株式会社やます、株式会社ナカダイ、株式会社千葉うまかっ部屋、農業生産法人房の駅農場に会社分割。
- 2015年（平成27年）11月22日：成田市上町の成田山表参道沿いにイートインカフェ併設の新業態「成田参道房の駅」を開店。
- 2016年（平成28年）11月20日：53年ぶりにリニューアルしたJR千葉駅構内の第１期オープンで、エキナカ初出店の「房の駅ペリエ千葉エキナカ店」を開店。

## テレビCM
地元千葉県の独立局、千葉テレビ放送で随時CMを放送している。この他、2011年3月までは、夕方の『NEWSチバ600』の前後に『房の駅せいたの天気予報』を放送していた。字幕で画面下部に天気予報を流しながら、背景では房の駅の商品写真を出し続ける形式である。チバテレの他の天気予報とは異なり、千葉県は北西部・北東部・南部の他に「房の駅（市原）」の天気予報を放送していた（2010年3月までは「市原市」と表記）。
2009年初頭までは、房の駅セール期間中は天気予報自体を短縮し、短縮した時間でセール品の案内を行っていた。その際栃木県の天気予報はカットしていた。

### 現在の提供番組
- カラオケトライアルシリーズ - 直接の番組スポンサーではないが敢闘賞（各週の合格者の中で優秀だった人）の商品提供をしている

### 過去の提供番組
- 房の駅せいたの天気予報 - 金・日曜の18:10-18:15、土曜の18:20-18:25（場合によっては通常の天気予報を放送する場合あり） - 2011年3月終了